# Werner Führer

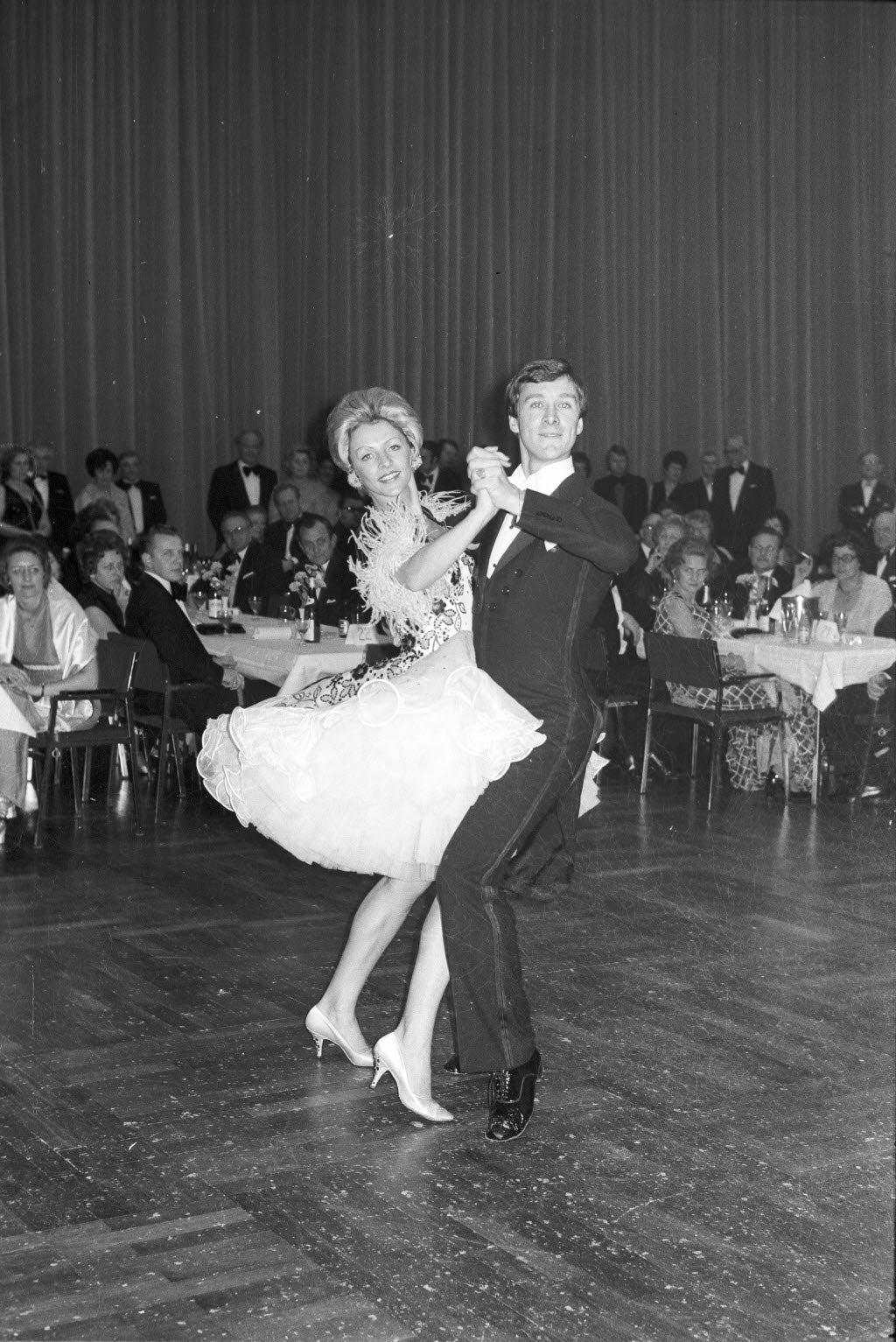
Werner und Ingrid Führer im Kieler Schloss (1976)

Werner Führer (* 21. August 1944 in Hamburg) ist ein ehemaliger deutscher Tanzsportler, der mit seiner Ehefrau Ingrid Führer (1948–2023) im Paartanz erfolgreich war.

## Werdegang
Führer begann 1963 beim TTC Harburg mit dem Tanzsport. Auf beruflicher Ebene durchlief er eine Ausbildung zum Diplom-Finanzwirt bei der Finanzbehörde der Stadt Hamburg.
Gemeinsam mit seiner Ehefrau Ingrid, mit der er ab 1968 tanzte, wurde Führer 14 Mal deutscher Meister und 1976 Weltmeister über 10 Tänze. Im Mannschaftswettkampf wurden die beiden zweimal Weltmeister. 1985 gewann das Paar den Super World Cup, wurde im Laufe seiner Karriere achtmal Vizeweltmeister, gewann zwei Silbermedaillen bei Europameisterschaften, wurde jeweils dreimal Welt- und Europacupsieger.
Nach dem Ende der Leistungssportlaufbahn 1985 wurde Führer gemeinsam mit seiner Frau als Trainer tätig, betreute unter anderem den Bundeskader sowie die Auswahlen Hamburgs, Schleswig-Holsteins, Sachsen-Anhalts und Bayerns. Im Ausland waren sie unter anderem in Dänemark, Japan und den Vereinigten Staaten beschäftigt. Als Wertungsrichter war er bei Amateur- und Profiwettkämpfen im Einsatz, unter anderem bei Weltmeisterschaften. Des Weiteren gehörte er dem Prüfungsausschusses des Deutschen Tanzsportverbands für die Ausbildung der A-Trainer an. Bis 2016 waren Führer und seine Frau, die in Wilstorf, dann in Bendestorf lebten sowie anschließend nach Helmstorf umzogen, fast 20 Jahre beim TC Concordia Lübeck tätig und wurden zu Ehrenmitgliedern des Vereins ernannt.
Werner Führer und seine Ehefrau Ingrid wurden für ihre Erfolge mit dem Silbernen Lorbeerblatt ausgezeichnet und mehrmals zu Deutschlands Tanzpaar des Jahres gekürt.